# Rumberley
Rumberley is het 15de album uit de stripreeks stripreeks De Blauwbloezen. Het werd getekend door Lambil en het scenario werd geschreven door Cauvin.

## Het verhaal
Nadat de Noordelijke en de Zuidelijke legers slag hebben geleverd, hebben beide partijen zware verliezen geleden. Generaal Alexander besluit om terug te trekken en de opperbevelhebber, generaal Grant, om nieuwe troepen te vragen. De vele gewonden laat hij achter, omdat die de terugtocht te veel zouden vertragen. In plaats daarvan stuurt hij ze naar het nabijgelegen dorpje Rumberley. Korporaal Blutch en Sergeant Chesterfield horen bij de gewonden. Het probleem is, dat het dorpje Rumberley de kant van het zuidelijke leger heeft gekozen. Een bepaald warm welkom krijgen de gewonden van het noordelijke leger dus niet. Tot overmaat van ramp wordt hun positie ook nog eens verraden aan het zuidelijke leger, wat uitloopt op een vechtpartij. Daarbij vliegt het dorp echt in brand, wat de bewoners niet pikken. De noordelijke en de zuidelijke soldaten worden gedwongen met elkaar samen te werken, om de schade weer te herstellen.

## Hoofdpersonages
- Blutch
- Cornelius Chesterfield
- Generaal Alexander